# Noah Webster

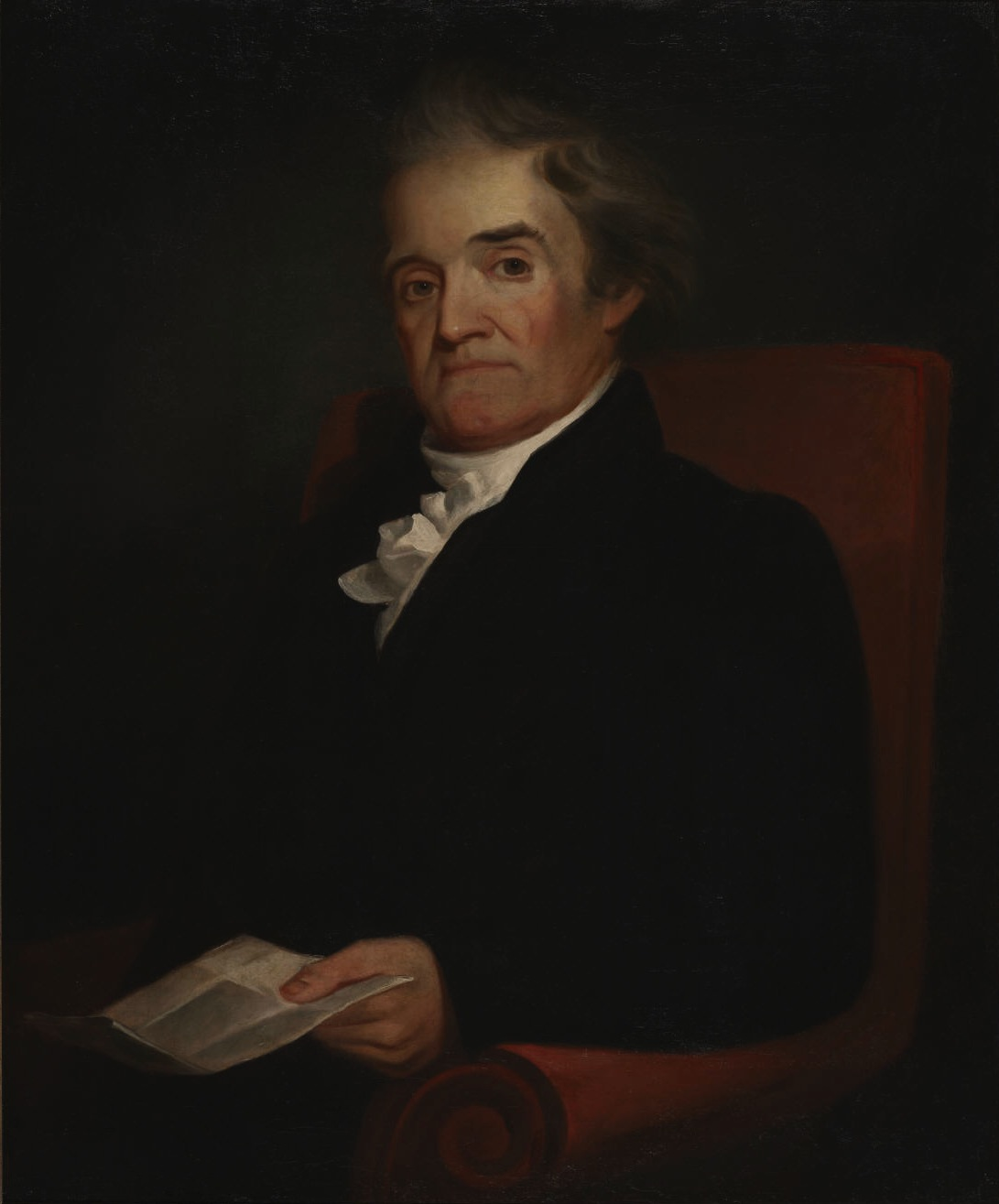
Samuel Morse festette portré Websterről

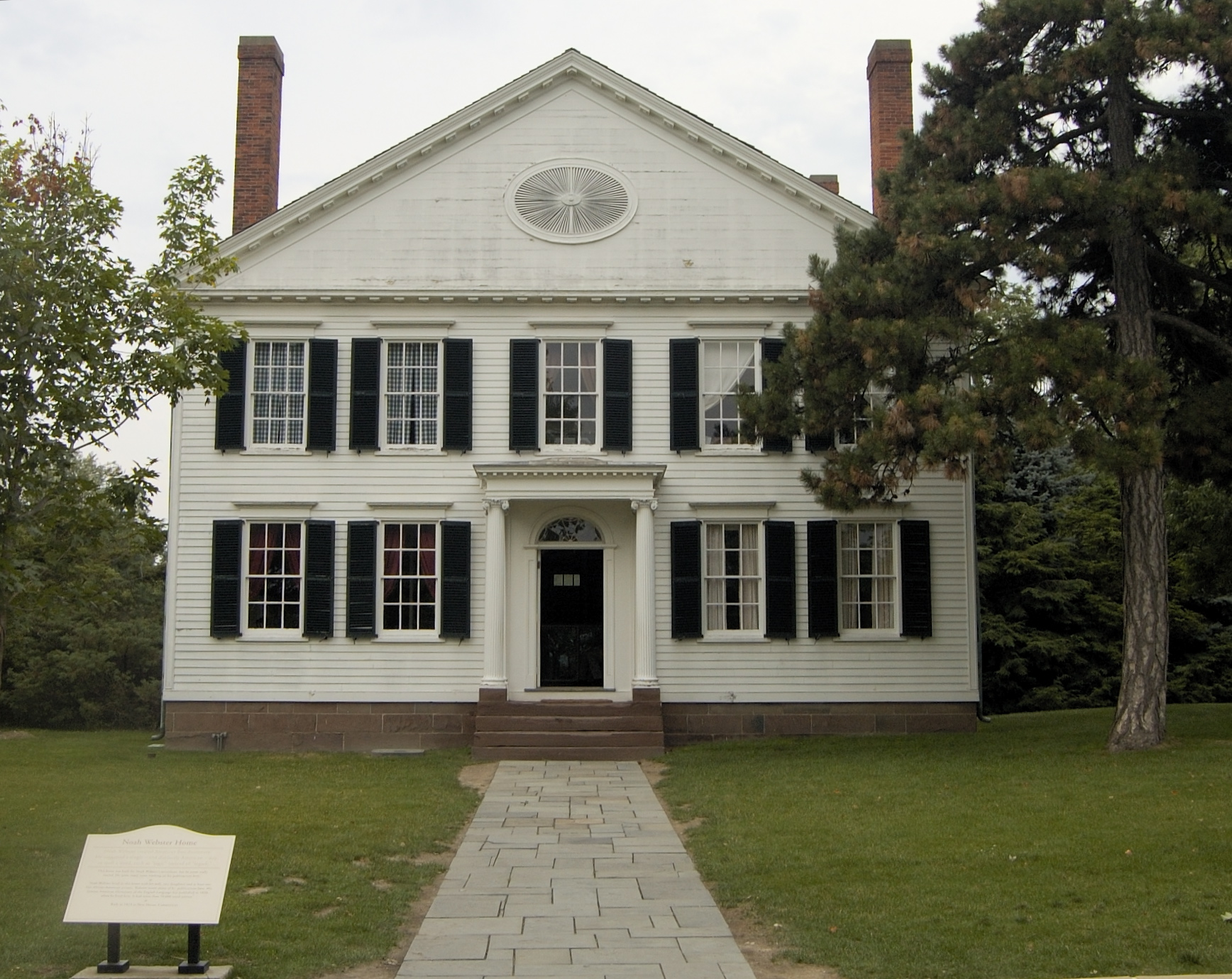
Webster New Haven-i otthona, ahol az An American Dictionary of the English Language című szótárat szerkesztette

Noah Webster Jr. (Hartford, 1758. október 16. – New Haven, 1843. május 28.) amerikai szótárszerkesztő (lexikográfus), az angol nyelv helyesírásának megreformálásáért kampányoló politikai író.
Az amerikai oktatási rendszer egyik alapítója, ő dolgozta ki az akkoriban úttörőnek számító új pedagógiai módszereket. Többek között az ő nevéhez fűződik a tankönyvek népszerűsítése és ennek következtében az elterjedésük az Egyesült Államokban, valamint hozzá köthetőek az ikonikus kék színű gyakorlófüzetek, amelyek több nemzedék anyanyelvi oktatásának szerves részét képezték.

## Életrajza
A Hartfordban, Connecticutban született Webster 1778-ban járta ki a Yale Egyetemet, ahol Oliver Ellsworth amerikai szenátortól részesült jogi oktatásban. Ugyan átment a jogászi szakvizsgán (angolul: bar exam), az álláskeresései kudarcot vallottak, és nem sikerült ügyvédként munkát találnia. Később sikert aratott egy magániskola megnyitásával és egy sorozat oktatási célú könyv megírásával. Ekkor született a híres kék borítós helyesírási gyakorlókönyv (angolul: blue-backed speller) is.
Az amerikai függetlenségi háború és szabadságharc elkötelezett támogatója volt, azt remélte, hogy munkássága az újonnan létrejött amerikai nemzet szellemi alapjául szolgál. Az 1820-as években azonban elpárologtak a nacionalista nézetei, és elkezdte élesen bírálni azt a XIX. századi amerikai társadalmat, amelynek a létrejöttéhez közvetlenül hozzájárult.
1793-ban Alexander Hamilton rábírta Webstert, hogy költözzön New Yorkba, és az áttelepülését követően a Federalista Párt újságának szerkesztőjeként foglalkoztatta őt. Webster meglehetősen hatékony és tehetséges publicistának bizonyult, és számtalan újságcikkét közölték a folyóiratok, valamint több esszéje és tankönyve is megjelent. Ám sikeres karrierje ellenére 1798-ban visszatért Connecticutba, és Connecticut amerikai tagállam törvényhozásának alsó kamarájában, a Képviselőházban politizált. E korszak közben, 1791-ben alapította meg a Connecticut Society for the Abolition of Slavery nevű társaságot, amely célul tűzte ki a rabszolgaság teljes eltörlését az Amerikai Egyesült Államok egészében, habár később Websternek megrendült a hite a rabszolgaságellenes mozgalomban.
1806-ban Webster közzétette az első szótárát, amelyre később a kibővített és átfogóbb szótárát alapozta, ezt végül 1828-ban publikálta. Webster befolyása viszont nem csupán a dikcionárium-szerkesztés területén észlelhető; nagy kihatással volt az amerikai helyesírási szokásokra, amelyek kezdtek eltérni a brit konvenciótól, ahogy egyre több szónak a leegyszerűsített írásmódú alakja honosodott meg Amerikában. Az amerikai szerzőjogi törvénykönyv kialakításában is szerepet játszott.
Webster 1843-ban hunyt el, amikor a szótára második kötetén dolgozott, és a szótár forgalmazási joga George és Charles Merriamhez került. Innen ered az egyik népszerűbb amerikai szótárnak az elnevezése: a Merriam-Webster Dictionary mind Webster, mind a Merriam testvérek nevét a mai napig viseli.

## Művei
Az alábbi lista nem átfogó, és nem tünteti fel Webster összes művét.
- Értekezés az angol nyelvről (1789)
- Az erkölcsi, történeti, politikai és irodalmi tárgyakról szóló esszék és szökevényes írások gyűjteménye (1790)
- Az amerikai helyesírási könyv (1783)
- Az elemi helyesírás könyv (1829)
- A Biblia értéke és a keresztény vallás kiválósága (1834)

### Elsődleges források
- Harry R. Warfel, szerk., Letters of Noah Webster (1953)
- Homer D. Babbidge Jr., szerk., Noah Webster: Amerika (1967), az írásaiból származó válogatások
- Webster, Noah. Az amerikai helyesírási könyv: a Noah Webster 1836-os kiadása az Egyesült Államokban az angol nyelv használatának rusztikáit tartalmazza, a híres kék borítós Speller
- Webster, Noah. Az angol nyelvű 1848-as angol nyelvű szótár online
- Webster, Noah. Az angol nyelvű 1800-as nyelvű nyelvtani intézet online
- Webster, Noah. A politikai és kereskedelmi témákról szóló 1802-es kiadványok többnyire online bankokról szólnak
- Webster, Noah. Ötletek és fugitiv írások gyűjteménye: erkölcsi, történelmi, politikai és irodalmi tárgyakról 1790 kiadás online 414 oldal

## Fordítás
- Ez a szócikk részben vagy egészben  a   Noah Webster című angol Wikipédia-szócikk ezen változatának fordításán alapul.  Az eredeti cikk szerkesztőit annak laptörténete sorolja fel. Ez a jelzés csupán a megfogalmazás eredetét és a szerzői jogokat jelzi, nem szolgál a cikkben szereplő információk forrásmegjelöléseként.